# Podarge à tête grise
Batrachostomus poliolophus
Espèce
Statut de conservation UICN

 LC  : Préoccupation mineure
Le Podarge à tête grise (Batrachostomus poliolophus) est une espèce d'oiseaux de la famille des Podargidae.

## Répartition
Cet oiseau vit à travers les Bukit Barisan (Sumatra).